# Папуа (провінція)
Папуа — одна з двох автономних провінцій Індонезії (перша — Ачех), що займає північну частину західної половини Нової Гвінеї; утворена в 2003 році в результаті розділу Іріан-Джаї. Адміністративним центром є місто Порт-Нумбай. У 2022 році з провінції Папуа були виділені нові провінції - а саме Південне Папуа, Центральне Папуа, Високогірне Папуа

## Історія
Папуа багатий корисними копалини. У зв'язку з освоєнням цих багатств, останніми роками в провінцію переселилося багато індонезійців з інших провінцій країни. Дуже часто, нові поселенці звисока дивляться на місцеву культуру і вважають папуасів нецивілізованими і відсталими. Деяка частина папуасів невдоволена тим, що їх батьківщина є колонією Індонезії. Погано організовані воєнізовані угрупування папуасів борються за незалежність Папуа від Індонезії.

Прапор Руху Вільна Папуа, також відомий як Morning Star

## Географія
Межує на сході з Папуа Новою Гвінеєю. Річки: Дігул (525 км), Мамберамо (670 км), Сепік (частково).